# Ellis Peters
Ellis Peters, pseudonimo di Edith Mary Pargeter (Horsehay, 28 settembre 1913 – 14 ottobre 1995), è stata una scrittrice britannica.
Talvolta ha firmato i propri lavori con il suo nome Edith Pargeter, per altre ha usato invece altri pseudonimi alcuni dei quali maschili, fra cui Peter Benedict, Jolyon Carr, John Redfern.
Di origine gallese, fu un'autrice prolifica. I generi letterari da lei affrontati furono  disparati; ambientò molti dei suoi lavori nella patria degli avi e si occupò di storia e fiction  di contesto storico, saggistica, traduzione di classici della letteratura ceca e mistery, genere quest'ultimo per il quale è maggiormente conosciuta.
Come Ellis Peters firmò tra l'altro la serie di romanzi dedicata all'ispettore Felse e quella  medioevale incentrata sulla figura di Fratello Cadfael, portata anche sugli schermi televisivi in una serie magistralmente interpretata dall'attore inglese Derek Jacobi.

## Premi letterari
- Nel 1963 vince il premio Edgar Award con il romanzo Death and the Joyful Woman.
- Nel 1980 vince il premio Silver Dagger Award con il romanzo Monk's Hood.

## Opere

### I casi dell'ispettore Felse
1. Il bastone insanguinato (Fallen into the Pit, 1951) (Tea, 2002) (ISBN 885020101X)
2. Un brindisi con l'assassino (Death and the Joyful Woman, 1961) (Tea, 1998) (ISBN 8878184527) 
 (precedentemente All'insegna della morte, Mondadori, 1964) 
 (vincitore Edgar Award 1963)
3. Il volo di una strega (Fight of a Witch, 1964) (Tea, 2002) (ISBN 8850202652)
4. Il sepolcro oltre le dune (A Nice Derangement of Epitaphs oppure Who Lies Here?, 1965) (Tea, 1998) (ISBN 8878184535) 
 (precedentemente Una salma di troppo, Mondadori, 1966)
5. Assassinio sui monti Tatra (The Piper on the Mountain, 1966) (Tea, 2003) (ISBN 8850202776)
6. Ballata di morte (Black is the Colour of My True Love's Heart, 1967) (Tea, 2004) (ISBN 8850202784)
7. L'uomo che non sapeva uccidere (The Grass-Widow's Tale, 1968) (Mondadori, 1969 - Tea, 1999) (ISBN 8878184543)
8. La tomba dimenticata (The House of Green Turf, 1969) (Tea, 2005) (ISBN 8850202792)
9. Canto di morte a Delhi (Mourning Raga, 1969) (Mondadori, 1977 - Tea, 1999) (ISBN 8878184551)
10. La porta della morte (The Knocker on Death's Door, 1970) (Mondadori, 1997 - Tea, 2000) (ISBN 8850208804)
11. Il marchio di Shiva (Death to the Landlords!, 1972) (Tea, 2007) (ISBN 9788850202805)
12. La sentinella della città morta (City of Gold and Shadows, 1973) (Mondadori, 1975 - Tea, 2000) (ISBN 8878184578)
13. La pergamena dell'abbazia (Rainbow's End, 1978) (Tea, 2008) (ISBN 9788850202812)

### Le indagini di fratello Cadfael
Fratello Cadfael è il protagonista della serie di romanzi gialli ambientati nel Medioevo. Ellis Peters ha ambientato le sue narrazioni a Shrewsbury, dove Cadfael vive nell'abbazia benedettina in qualità di monaco erborista.
Cadfael, tuttavia, ha un passato di crociato e ha conosciuto, prima di ritirarsi nella tranquilla vita del monastero, sia la guerra che l'amore. Nella serie televisiva Cadfael - I misteri dell'abbazia la parte del protagonista è stata interpretata da Derek Jacobi.
La serie è formata da ben 20 romanzi pubblicati tra il 1977 e il 1994 e che seguono la vita e le indagini del monaco benedettino dall'anno 1137 all'anno 1145. Nel 1988 è stata anche pubblicata una raccolta di tre racconti brevi, di cui il primo narra le vicende che hanno portato Cadfael a diventare monaco nell'abbazia di Shrewsbury.
1. La bara d'argento (A Morbid Taste for Bones, 1977) (Tea, 1991) (precedentemente Fratello Cadfael e la bara d'argento, Mondadori, 1981)
2. Un cadavere di troppo (One Corpse Too Many, 1979) (Tea, 1990) (precedentemente Un morto in più, fratello Cadfael, Mondadori, 1981)
3. Il cappuccio del monaco (Monk's Hood, 1980) (Tea, 1992)
4. La fiera di San Pietro (Saint Peter's Fair, 1981) (Tea, 1992)
5. Due delitti per un monaco (The Leper of Saint Giles, 1981) (Tea, 1991)
6. La vergine nel ghiaccio (The Virgin in the Ice, 1982) (Tea, 1993)
7. Il rifugiato dell'abbazia (The Sanctuary Sparrow, 1982) (Tea, 1993)
8. Il novizio del diavolo (The Devil's Novice, 1983) (Longanesi, 1992 - Tea, 1994)
9. I due prigionieri (Dead Man's Ransom, 1984) (Longanesi, 1993 - Tea, 1995)
10. Il pellegrino dell'odio (The Pilgrim of Hate, 1984) (Longanesi, 1994 - Tea, 1996)
11. Mistero doppio (An Excellent Mistery, 1985) (Longanesi, 1995 - Tea, 1996)
12. Il corvo dell'abbazia (The Raven in the Foregate, 1986) (Longanesi, 1996 - Tea, 1997)
13. Il roseto ardente (The Rose Rent, 1986) (Longanesi, 1997 - Tea, 1999)
14. L'eremita della foresta (The Hermit of Eyton Forest, 1987) (Longanesi, 1998 - Tea, 2000)
15. La confessione di fratello Haluin (The Confession of Brother Haluin, 1988) (Longanesi, 1999 - Tea, 2001)
16. L'apprendista eretico (The Heretic's Apprentice, 1989) (Longanesi, 2000 - Tea, 2002)
17. La missione di fratello Cadfael (The Potter's Field, 1989) (Longanesi, 2001 - Tea, 2003)
18. Il monaco prigioniero (The Summer of the Danes, 1991) (Longanesi, 2002 - Tea, 2004)
19. Un sacrilegio per fratello Cadfael (The Holy Thief, 1992) (Longanesi, 2003 - Tea, 2005)
20. La penitenza di fratello Cadfael (Brother Cadfael's Penance, 1994) (Longanesi, 2004 - Tea, 2006)

- Una luce sulla strada per Woodstock (A Rare Benedictine: The Advent of Brother Cadfael, 1988) (Longanesi, 2005 - Tea, 2007) 
 che contiene i tre racconti:
  - Una luce sulla strada per Woodstock (A Light on the Road to Woodstock)
  - Il prezzo della luce (The Price of Light)
  - Testimone oculare (Eye Witness)

### The Brothers of Gwynedd Quartet
Scritti come Pargeter Edith
1. La nascita di un regno (Sunrise in the West, 1974) (Longanesi, 2006 - Tea, 2008) (ISBN 9788850215287)
2. Il drago di mezzogiorno (The Dragon at Noonday, 1975) (Longanesi, 2007 - Tea, 2008) (ISBN 9788850215645)
3. Cavalieri al tramonto (The Hounds of Sunset, 1976) (Longanesi, 2008 - Tea, 2009) (ISBN 9788850218097)
4. La notte del principe (Afterglow and Nightfall, 1977) (Longanesi, 2009)

### The Heaven Tree Trilogy
1. (The Heaven Tree, 1960)
2. (The Green Branch, 1962)
3. (The Scarlet Seed, 1963)

### Altri romanzi
- (Hortensius, Friend of Nero, 1936)
- (Iron-Bound, 1936)
- (Day Star, 1937)
- (The City Lies Four-Square, 1938)
- (Murder in the Dispensary, 1938)
- (Freedom For Two, 1939)
- (Masters of the Parachute Mail, 1940)
- (Death Comes by Post, 1940)
- (The Victim Needs a Nurse, 1940)
- (Ordinary People oppure People of My Own, 1941)
- (She Goes to War, 1942)
- (The Eighth Champion of Christendom, 1945)
- (The Fair Young Phoenix, 1948)
- (By Firelight oppure By This Strange Fire, 1948)
- (Lost Children, 1951)
- (Holiday with Violence, 1952)
- (Most Loving Mere Folly, 1953)
- (This Rough Magic , 1953)
- (The Soldier at the Door, 1954)
- (A Means of Grace, 1956)
- (Death Mask, 1959)
- Ultime volontà (The Will and the Deed, 1960) (Mondadori, 1964)
- Il funerale di Figaro (Funeral of Figaro, 1962) (Mondadori, 1964)
- (A Bloody Field by Shrewsbury oppure The Bloody Field, 1972)
- (The Horn of Roland, 1974)
- Invito al rogo (Never Pick Up Hitch-hikers!, 1976) (Mondadori, 1977)
- (The Marriage of Meggotta, 1979)

### Raccolte di racconti
- (The Assize of the Dying, 1958)
- (The Lily Hand and other stories, 1965)

### Altri lavori
- (The Coast of Bohemia, 1950)
- (Shropshire, 1992) (con Roy Morgan)
- (Strongholds and Sanctuaries, 1993) (con Roy Morgan)

## Filmografia
- 1958 - The Spaniard's Curse - tratto dal racconto The Assize of the Dying
- 1960 - The Unforeseen (telefilm) - scritti alcuni episodi
- 1962 - The Alfred Hitchcock Hour (telefilm) - scritto un episodio
- 1994 - I misteri dell'abbazia (Cadfael) - telefilm ispirato al ciclo di fratello Cadfael